# Cubières-sur-Cinoble
Cubières-sur-Cinoble es una comuna francesa situada en el departamento del Aude, en la región de Languedoc-Roussillon. Sus habitantes reciben el gentilicio de Cubiérols.